# 斯瓦特努彭峰
71°55′S 8°53′E / 71.917°S 8.883°E
斯瓦特努彭峰（英語：Svartnupen Peak）是南極洲的山峰，座標71°55′S 8°53′E / 71.917°S 8.883°E，位於東部南極洲的毛德皇后地，屬於庫爾策山脈的一部分，該山峰根據挪威的探險隊被繪入地圖，現時受南極條約體系管理。